# Herbertusbossen
Herbertusbossen (soms foutief als Hubertusbossen geschreven) is de naam van een oud bos met hoogopgaand loof- en naaldhout nabij het kasteel van Heeze, oostelijk van het dorp. Het sluit aan bij de Strabrechtse Heide en landgoed de Lange Bleek bij Sterksel. Het landgoed hoorde vroeger bij het Kasteel Heeze en is sinds 1973 in het bezit van het Brabants Landschap. Het is vernoemd naar een der vroegst bekendste heren van de heerlijkheid Heeze, Leende en Zesgehuchten. De oppervlakte van het gebied bedraagt ongeveer 350 ha.
Het bos is vernoemd naar Herbertus van Heeze, de eerste Heer van Heeze (en dus niet naar Hubertus van Luik, de patroonheilige van de jacht).
Het Kasteel van Heeze ligt op de samenvloeiing van de Groote Aa en Sterkselsche Aa tot Kleine Dommel, in Heeze ook wel de Rul genoemd. In de beekdalen liggen veel graslanden. Bij de Waarden, vlak ten zuiden van het kasteel heerst zware kwel en zijn de sloten dus rijk aan plantesoorten zoals kikkerbeet, waterviolier en dotterbloem. Ook liggen daar veel beekdalbosjes met onder andere nachtegaal, wielewaal en bosrietzanger.
Bij het kasteel ligt oud landgoedbos uit de 19e eeuw. De bossen zijn soortenrijk, kennen een padennet met slingerend verloop volgens de Engelse Landschapsstijl en bevatten enkele zeer imposante oude bomen, waaronder een opstand van enorme, ca 150 jaar oude grove dennen. Ook staan er zeer oude zomereiken en beuken. Hier vindt men onder meer Stippelvaren, Dubbelloof en Koningsvaren. In het vele en oude naaldhout is de zeldzame kruisbek (een vinkensoort met merkwaardig gebogen snavel) te vinden.
Waar het gebied overgaat in de Strabrechtse heide komen vennetjes voor en heiden met jeneverbes en gagelstruiken.
Het Freulelaantje is een door oude dennen omzoomd pad over de heide waar naar verluidt de freule zich graag liet rondrijden. Bij de Rielloop vindt men berkenbroekbos.
Het gebied werd in 2003 genomineerd voor, maar niet gekozen als mooiste plek van Nederland in het gelijknamige programma van de NCRV.